# Masyw Kondjor
Masyw Kondjor (ros. Массив Кондёр) – masyw o wysokości 1387 m n.p.m. i średnicy 7 km, we wschodniej Syberii, na południowy zachód od Ochocka i na południowy wschód od Jakucka, będący intruzją. Złoże platyny, złota i konderytu.